# Amphoe Bang Krathum
Amphoe Bang Krathum (thailändisch อำเภอ บางกระทุ่ม) ist ein Landkreis (Amphoe – Verwaltungs-Distrikt) im Süden der Provinz Phitsanulok. Die Provinz Phitsanulok liegt in der Nordregion von Thailand.

## Etymologie
Der Name Bang Krathum bezieht sich auf „Siedlung“ (thailändisch บาง bang) und den „Rosenblütenbaum“ (Anthocephalus chinensis, thailändisch กระทุ่ม krathum).

## Geographie
Bang Krathum liegt überwiegend innerhalb des Beckens des Mae Nam Nan (Nan-Fluss). Ein schmaler Landstreifen im Westen befindet sich dagegen im Becken des Mae Nam Yom (Yom-Fluss). Beide Flüsse fließen dem Mae Nam Chao Phraya zu. Während der Yom die westliche Grenze von Bang Krathum zur Provinz Phichit bildet, fließen der Nan, der Khwae Wang Thong (Wang-Thong-Nebenfluss) und der Wat Ta Yom durch den Landkreis.
Amphoe Bang Krathum liegt im Süden der Provinz Phitsanulok und grenzt von Norden aus gesehen im Uhrzeigersinn an die folgenden Amphoe: Mueang Phitsanulok und Wang Thong in der Provinz Phitsanulok sowie die Amphoe Sak Lek, Mueang Phichit und Sam Ngam in der Provinz Phichit.

## Geschichte
Der Kleinbezirk (King Amphoe) Bang Krathum wurde 1927 eingerichtet, indem drei Unterbezirke des Amphoe Mueang Phitsanulok mit drei Unterbezirken vom Amphoe Pa Mak zusammengelegt wurden. 1946 wurde er zu einem vollen Amphoe aufgewertet.

## Wirtschaft
Die Wirtschaft von Bang Krathum ist durch den Landbau und die Viehzucht geprägt. Hauptanbauprodukte sind Reis, Zuckerrohr und Bananen. Daneben gibt es Betriebe, die getrocknetes Obst herstellen und verpacken, unter anderem getrocknete Bananen und Tamarinden, und sie in ganz Thailand verkaufen und ins Ausland exportieren. Auch eine größere Anlage zur Gewinnung von Zucker aus Zuckerrüben arbeitet in Bang Krathum, die von der Phitsanulok Sugar Co. Ltd. betrieben wird.

## Sehenswürdigkeiten
Im Amphoe Bang Krathum befinden sich 39 buddhistische Tempelanlagen (Wat), von denen Wat Krungsri Charoen (วัดกรุงศรีเจริญ) einen historisch interessanten Chedi aufweist.

## Verwaltung

### Provinzverwaltung
Amphoe Bang Krathum besteht aus neun Unterbezirken (Tambon), die weiter in 87 Dörfer (Muban) gegliedert sind.
| \| Nr. \| Name \| Thai \| Muban \| Einw.[5] \| \| --- \| ------------- \| --------- \| ----- \| -------- \| \| 1. \| Bang Krathum \| บางกระทุ่ม \| 09 \| 6.863 \| \| 2. \| Ban Rai \| บ้านไร่ \| 10 \| 4.517 \| \| 3. \| Khok Salut \| โคกสลุด \| 10 \| 3.212 \| \| 4. \| Sanam Khli \| สนามคลี \| 06 \| 2.517 \| \| 5. \| Tha Tan \| ท่าตาล \| 09 \| 6.836 \| \| 6. \| Phai Lom \| ไผ่ล้อม \| 11 \| 4.673 \| \| 7. \| Nakhon Pa Mak \| นครป่าหมาก \| 13 \| 6.508 \| \| 8. \| Noen Kum \| เนินกุ่ม \| 11 \| 8.817 \| \| 9. \| Wat Ta Yom \| วัดตายม \| 08 \| 4.447 \| |               |           |       |       |
| Nr. | Name          | Thai      | Muban | Einw. |
| 1. | Bang Krathum  | บางกระทุ่ม  | 09    | 6.863 |
| 2. | Ban Rai       | บ้านไร่     | 10    | 4.517 |
| 3. | Khok Salut    | โคกสลุด    | 10    | 3.212 |
| 4. | Sanam Khli    | สนามคลี    | 06    | 2.517 |
| 5. | Tha Tan       | ท่าตาล     | 09    | 6.836 |
| 6. | Phai Lom      | ไผ่ล้อม     | 11    | 4.673 |
| 7. | Nakhon Pa Mak | นครป่าหมาก | 13    | 6.508 |
| 8. | Noen Kum      | เนินกุ่ม     | 11    | 8.817 |
| 9. | Wat Ta Yom    | วัดตายม    | 08    | 4.447 |

### Lokalverwaltung
Es gibt vier Kleinstädte (Thesaban Tambon) im Landkreis:
- Bang Krathum (Thai: เทศบาลตำบลบางกระทุ่ม) besteht aus Teilen des Tambon Bang Krathum,
- Noen Kum (Thai: เทศบาลตำบลเนินกุ่ม) besteht aus den gesamten Tambon Noen Kum und Wat Ta Yom,
- Huay Kaeo (Thai: เทศบาลตำบลห้วยแก้ว) besteht aus weiteren Teilen des Tambon Bang Krathum,
- Sanam Khli (Thai: เทศบาลตำบลสนามคลี) besteht aus den gesamten Tambon Sanam Khli.

Außerdem gibt es fünf „Tambon Administrative Organizations“ (TAO, องค์การบริหารส่วนตำบล – Verwaltungs-Organisationen) für die Tambon im Landkreis, die zu keiner Stadt gehören.